# أبو الهول
أبو الهول العظيم، هو تمثال حجري ضخم منحوت من الحجر الجيري، يجسد مخلوقًا أسطوريًا برأس إنسان وجسد أسد في وضع الاستلقاء. يتجه التمثال مباشرة من الغرب إلى الشرق، يقع على هضبة الجيزة على الضفة الغربية لنهر النيل في الجيزة، مصر. يُعتقد أن ملامح وجه التمثال تعود إلى الفرعون خفرع. نحت الشكل الأصلي لأبو الهول من صخر الأديم، وتم ترميمه لاحقًا بطبقات الحجر الجيري. يبلغ طول التمثال 73 مترًا (240 قدمًا) من المخلب إلى الذيل، وارتفاعه 20 مترًا (66 قدمًا) من القاعدة إلى أعلى الرأس، وعرضه 19 مترًا (62 قدمًا) عند أقدامه الخلفية.
يُعتبر أبو الهول أقدم نحت ضخم معروف في مصر وواحد من أشهر التماثيل في العالم. تشير الأدلة الأثرية إلى أنه تم إنشاؤه من قبل قدماء المصريين في عصر المملكة القديمة خلال حكم الفرعون خفرع (حوالي 2558–2532 قبل الميلاد).
تعرض أنف أبو الهول للكسر في ظروف غير مؤكدة، تشير الدراسات إلى أن الأنف قد دمر بشكل متعمد باستخدام أدوات حادة مثل قضبان أو إزميل. وهو ما يتنافى مع الأسطورة التي تنسب الكسر إلى مدفعية قوات نابليون أثناء حملته على مصر عام 1798، حيث تُظهر رسومات سابقة لزمن نابليون اختفاء الأنف. كما وثّق المؤرخ المقريزي غياب الأنف في كتاباته التي تعود إلى القرن الخامس عشر.

## التسمية
الاسم الأصلي الذي أطلقه قدماء المصريين على أبو الهول في عصر المملكة القديمة غير معروف، إذ لم يكتمل بناء معبد أبو الهول والمحيط الخاص به وربما التمثال ذاته في تلك الفترة، مما يترك الكثير من الغموض حول سياقه الثقافي. كان يُنظر إلى أبو الهول في عصر المملكة الحديثة باعتباره تجسيدًا للإله الشمسي "حور-إم-آخت" (بمعنى "حورس الأفق" باللغة الإنجليزية، و"هرماخيس" باللغة اليونانية). وقد أشار إليه الفرعون تحتمس الرابع (1401–1391 أو 1397–1388 قبل الميلاد) بشكل صريح في لوحة الحلم الشهيرة.
أما الاسم المعروف حاليًا "أبو الهول"، فقد ظهر في العصور الكلاسيكية القديمة، أي بعد حوالي 2000 عام من تاريخ بنائه المُرجّح. يشير هذا الاسم إلى مخلوق أسطوري في الأساطير اليونانية له رأس امرأة أو صقر أو قطة أو خروف، وجسم أسد مع أجنحة نسر. ومع ذلك، يختلف أبو الهول المصري عن هذا النموذج، إذ يتميز برأس إنسان وجسم أسد دون أجنحة. الكلمة الإنجليزية "Sphinx" مشتقة من الكلمة اليونانية القديمة "Σφίγξ" (تُنطق "سفينكس")، التي يُعتقد أنها مأخوذة من الفعل "σφίγγω" (تُنطق "سفينغو")، والذي يعني "يعصر"، إشارة إلى مخلوق الأساطير اليونانية الذي كان يخنق كل من يفشل في حل ألغازه.
أطلق الكتاب العرب في العصور الوسطى مثل المؤرخ المقريزي، على أبو الهول اسمًا مأخوذًا من القبطية، وهو "بلهيب" أو "بلهوبة" أو "بلهوية"، وهو اشتقاق من الاسم المصري القديم "پهور" أو "پهورون"، الذي ارتبط بالإله الكنعاني "هاورون [الإنجليزية]"، والذي اعتُبر مرتبطًا بأبو الهول. كما ظهر في رسومات فرنسية باسم "أبلوهون"، كما في العمل الذي قدمه فرانسوا دو لا بولاي لو جوز [الإنجليزية]. الاسم الحالي "أبو الهول"، المستخدم في اللهجة المصرية، هو مواءمة لفظية معنوية من الاسم القبطي ويُترجم إلى "الأب المرعب" أو "أبو الرهبة".

## تاريخ

### المملكة القديمة

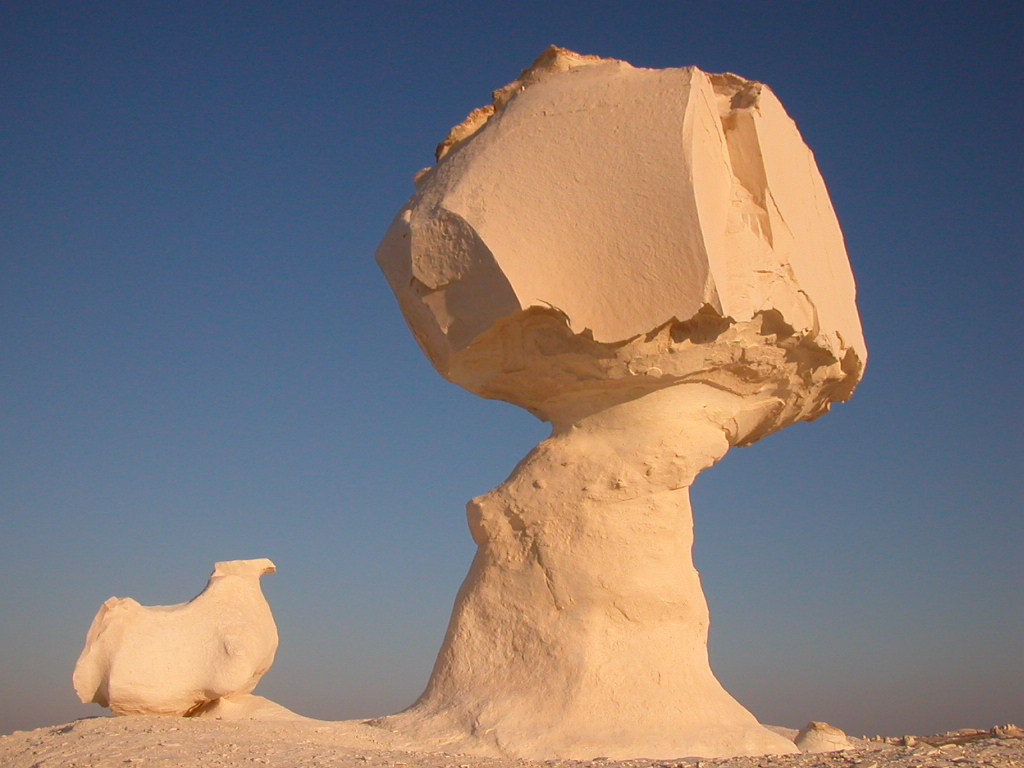
تكوينات صخرية طبيعية في الفرافرة، مصر

تشير الأدلة الأثرية إلى أن تمثال أبو الهول العظيم نُحت حوالي عام 2500 قبل الميلاد في عهد الملك خفرع (باني الهرم الثاني في الجيزة). نحت التمثال من الصخر الطبيعي لهضبة الجيزة، والذي كان أيضًا مصدرًا للأحجار المستخدمة في بناء الأهرامات والآثار الأخرى في المنطقة. يقترح الجيولوجي المصري فاروق الباز أن رأس أبو الهول قد تكون نُحتت أولاً من تشكيل طبيعي يُعرف باسم "ياردانغ"، وهو نتوء صخري تشكّل بفعل عوامل التعرية الريحية، وقد يتخذ أحيانًا أشكالًا تُشبه الحيوانات. كما يشير الباز إلى أن الخندق المحيط بالتمثال قد حُفر لاحقًا لإكمال نحت الجسم الرئيسي. واستخدمت الأحجار المستخرجة من محيط التمثال في بناء معبد أمامه؛ ومع ذلك، لم يكتمل بناء المعبد أو المنطقة المحيطة به، مما يدل أن عبادة أبو الهول لم تكن قد تأسست في ذلك الوقت.
كتب سليم حسن في عام 1949 عن الحفريات الأخيرة في المنطقة المحيطة بأبو الهول، مشيرًا إلى هذه الظروف بقوله:
| أبو الهول | بأخذ جميع العوامل في الاعتبار، يبدو أننا يجب أن ننسب إنشاء هذا التمثال الأكثر روعة في العالم إلى خفرع. لكن مع التحفظ التالي: لا يوجد أي نقش معاصر يربط أبو الهول مباشرة بخفرع، لذا مهما بدا هذا التفسير منطقيًا، ينبغي أن نعتبره استنتاجًا ظرفيًا حتى يتم العثور على دليل حاسم يُثبت ذلك | أبو الهول |

أظهرت الحفريات أن إنشاء معبد أبو الهول تطلب إزالة جزء من الجدار الشمالي لمعبد وادي خفرع، مما يشير إلى أن المجمع الجنائزي لخفرع سبق بناء أبو الهول ومعبده. كما أن موقع الجدار الجنوبي للمنطقة المحيطة يُظهر أن الممر الذي يربط بين هرم خفرع ومعبد الوادي كان موجودًا بالفعل قبل التخطيط لأبو الهول. بالإضافة إلى ذلك، فإن المستوى الأدنى لقاعدة معبد أبو الهول يُظهر أنه لم يكن سابقًا لمعبد وادي خفرع.

### المملكة الحديثة

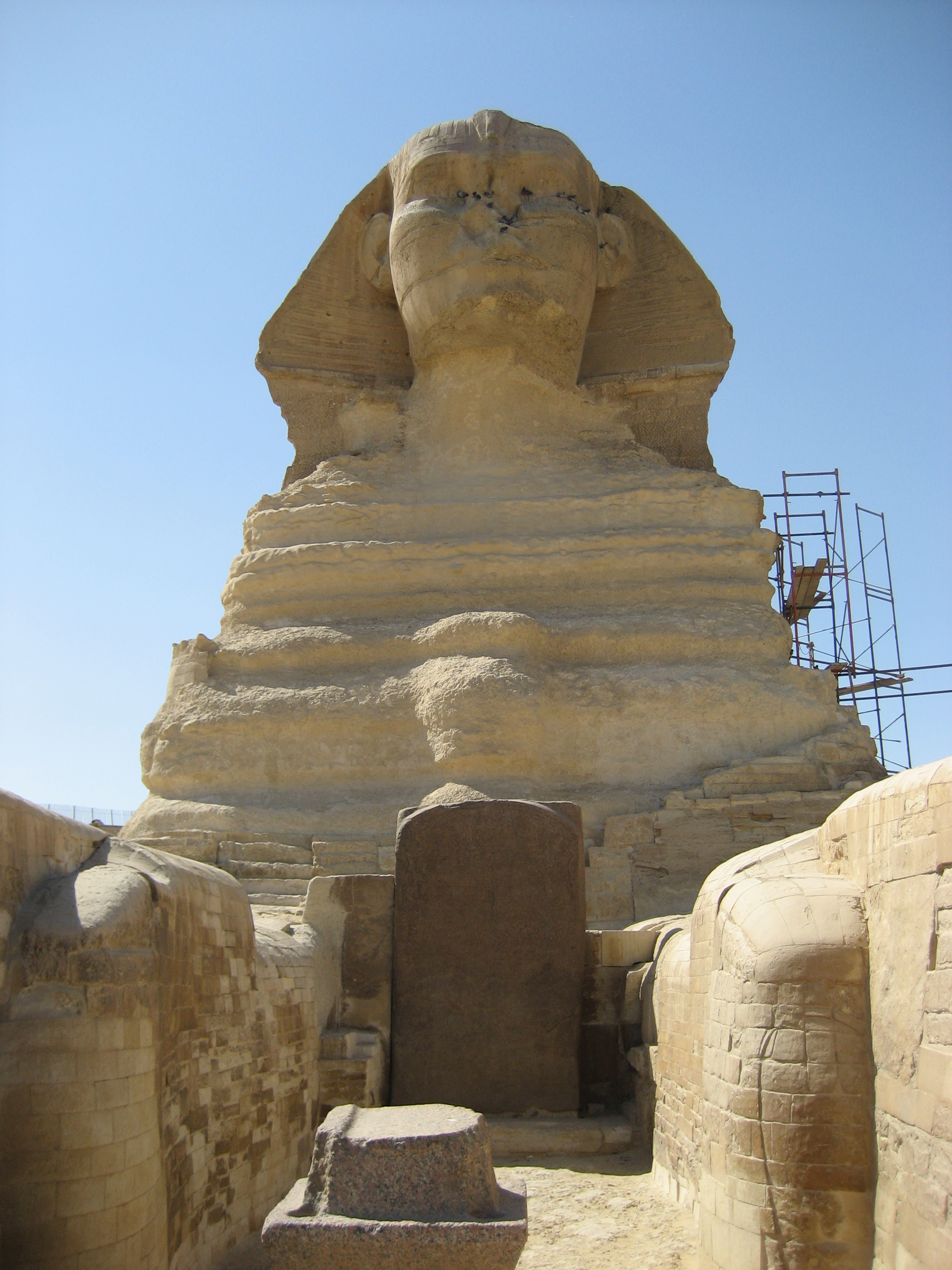
لوحة الحلم من عهد المملكة الحديثة بين مخالب أبو الهول، 2009

في وقت ما خلال عصر الانتقال الأول، تم التخلي عن مقبرة الجيزة، وغطت الرمال المتحركة أبو الهول حتى كتفيه. تعود أول محاولة موثقة للتنقيب عن أبو الهول إلى حوالي عام 1400 قبل الميلاد، عندما جمع الأمير الشاب تحتمس الرابع (1401–1391 أو 1397–1388 قبل الميلاد) فريقًا وتمكن بعد جهد كبير من حفر الكفوف الأمامية لأبو الهول، حيث أقام مزارًا بينها وضع فيه لوحة الحلم، وهي لوحة منقوشة من الجرانيت (ربما كانت عتبة باب أعيد استخدامها من أحد معابد خفرع). وعندما تم اكتشاف اللوحة لاحقًا، كان النص المنقوش عليها قد تضرر وفُقدت أجزاء منه. يذكر جزء من النص حلمًا ظهر فيه أبو الهول لتحتمس قائلاً:
"... وصل ابن الملك تحوتموس وسار في منتصف النهار، وجلس تحت ظل الإله العظيم، غلبه النعاس ونام في اللحظة التي يكون فيها رع في ذروة [السماء]. وجد أن الإله ذو الجلالة الإلهية يتحدث إليه بفمه، كما يتحدث الأب إلى ابنه، قائلاً: انظر إليّ، تأملني، يا ابني تحتمس؛ أنا أبوك، حور-إم-آخت-خبري-رع-أتوم؛ أمنحك السيادة على مملكتي، والسلطة على الأحياء... انظر إلى حالتي الحالية لكي تحمي جميع أطرافي الكاملة. رمال الصحراء التي أستلقي عليها قد غطتني. أنقذني، واجعل كل ما في قلبي يتحقق."
تشير لوحة الحلم إلى ارتباط أبو الهول بخفرع. ومع ذلك، فإن هذا الجزء من النص ليس سليمًا بالكامل:
"... نقدم له: الثيران... وجميع الخضروات الصغيرة؛ وسنثني على وُنوفر... خع... التمثال المصنوع لأتوم-حور-إم-آخت."
في القرن التاسع عشر، أضاف عالم المصريات توماس يونغ رمز "رع" إلى اسم "خع" الذي ظهر داخل خرطوشة مكسورة على اللوحة، ليكتمل اسم خفرع. لكن عند إعادة اكتشاف اللوحة في عام 1925، كانت هذه الأسطر قد تضررت تمامًا.
لاحقًا، يعتقد أن الملك رمسيس الثاني (1279–1213 قبل الميلاد) قد قام بمحاولة ثانية للتنقيب عن التمثال.
في عصر المملكة الحديثة، أصبح أبو الهول مرتبطًا بشكل أوثق بالإله الشمسي حور-إم-آخت (باللغة اليونانية: هرماخيس) أو "حورس-في-الأفق". كذلك، أنشأ الفرعون أمنحتب الثاني (1427–1401 أو 1397 قبل الميلاد) معبدًا بالقرب من أبو الهول على الجهة الشمالية الشرقية، خصصه لعبادة الإله حور-إم-آخت، بعد حوالي ألف عام من نحت التمثال.

### الفترة اليونانية الرومانية
في العصر اليوناني الروماني، أصبحت الجيزة وجهة سياحية حيث اعتُبرت آثارها قطعًا أثرية قديمة، زار بعض الأباطرة الرومان أبو الهول بدافع الفضول ولأسباب سياسية.

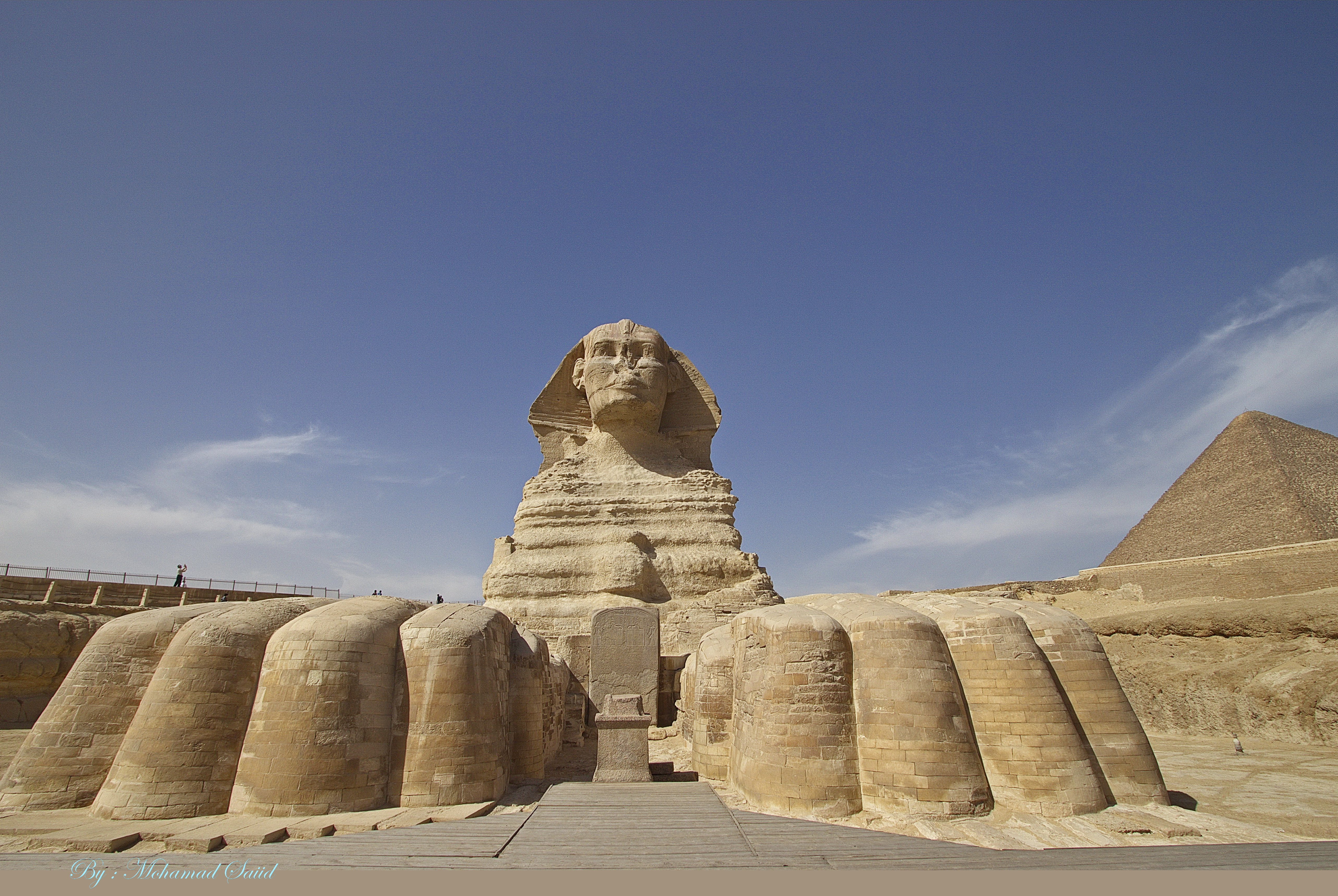
تمثال أبو الهول من الأمام، ويظهر بوضوح مخالبه ولوحة الحلم.

أزيلت الرمال عن أبو الهول مرة أخرى في القرن الأول الميلادي تكريمًا للإمبراطور نيرو وحاكم مصر تيبيريوس كلوديوس بالبيلوس. بني درج ضخم يبلغ عرضه أكثر من 12 مترًا (39 قدمًا)، يؤدي إلى ممر أمام كفوف أبو الهول. وُضعت منصة في أعلى الدرج تسمح برؤية ما بداخل معبد أبو الهول. وفي الخلف، وضعت منصة أخرى مجاورة لعدة درجات إضافية. تم تفكيك هذا الدرج خلال أعمال التنقيب التي أجراها إميل باريز [الإنجليزية] في الفترة 1931–1932.
وصف بلينيوس الأكبر وجه أبو الهول بأنه كان ملونًا باللون الأحمر وقدم قياسات دقيقة للتمثال قائلا:
| أبو الهول | أمام هذه الأهرامات يقع أبو الهول، وهو تحفة فنية أكثر إثارة للدهشة، لكن يظل محاطًا بالسرية حيث يعتبره سكان المنطقة إلهًا. يعتقدون أن الملك هرميس دُفن فيه، ويزعمون أنه نقل من مكان بعيد. ولكن الحقيقة هي أنه نحت من صخر صلب؛ وقد تم تلوين وجهه باللون الأحمر تعبيرًا عن تقديسه. يبلغ محيط رأسه حول الجبهة 102 قدمًا، وطول قدميه 143 قدمًا، في حين أن الارتفاع من بطنه إلى قمة الأفعى على رأسه يصل إلى 62 قدمًا. | أبو الهول |

تُخلد لوحة تأريخية تعود إلى عام 166 ميلادي ذكرى ترميم الجدران الاستنادية المحيطة بأبو الهول. ويعد الإمبراطور سيبتيموس سيفيروس آخر من ارتبط اسمه بالتمثال، وذلك في حوالي عام 200 ميلادي. ومع انهيار القوة الرومانية، دفن أبو الهول مجددًا تحت الرمال.

### العصور الوسطى
اعتبر بعض القدماء غير المصريين أبو الهول تمثيلًا للإله هورون [الإنجليزية]. استمرت عبادة أبو الهول حتى العصور الوسطى. اعتبر الصابئة أن حران هي مكان دفن هرمس الهرامسة. وصف الكتاب العرب أبو الهول بأنه تميمة تحمي المنطقة من الصحراء. ووصفه المقريزي بأنه "تميمة النيل" إذ كان يُعتقد أن دورة الفيضان تعتمد عليه. ذكر محمد الإدريسي أن أولئك الذين سعوا للحصول على مناصب بيروقراطية في الحكومة المصرية كانوا يقدمون البخور كقربان للتمثال.

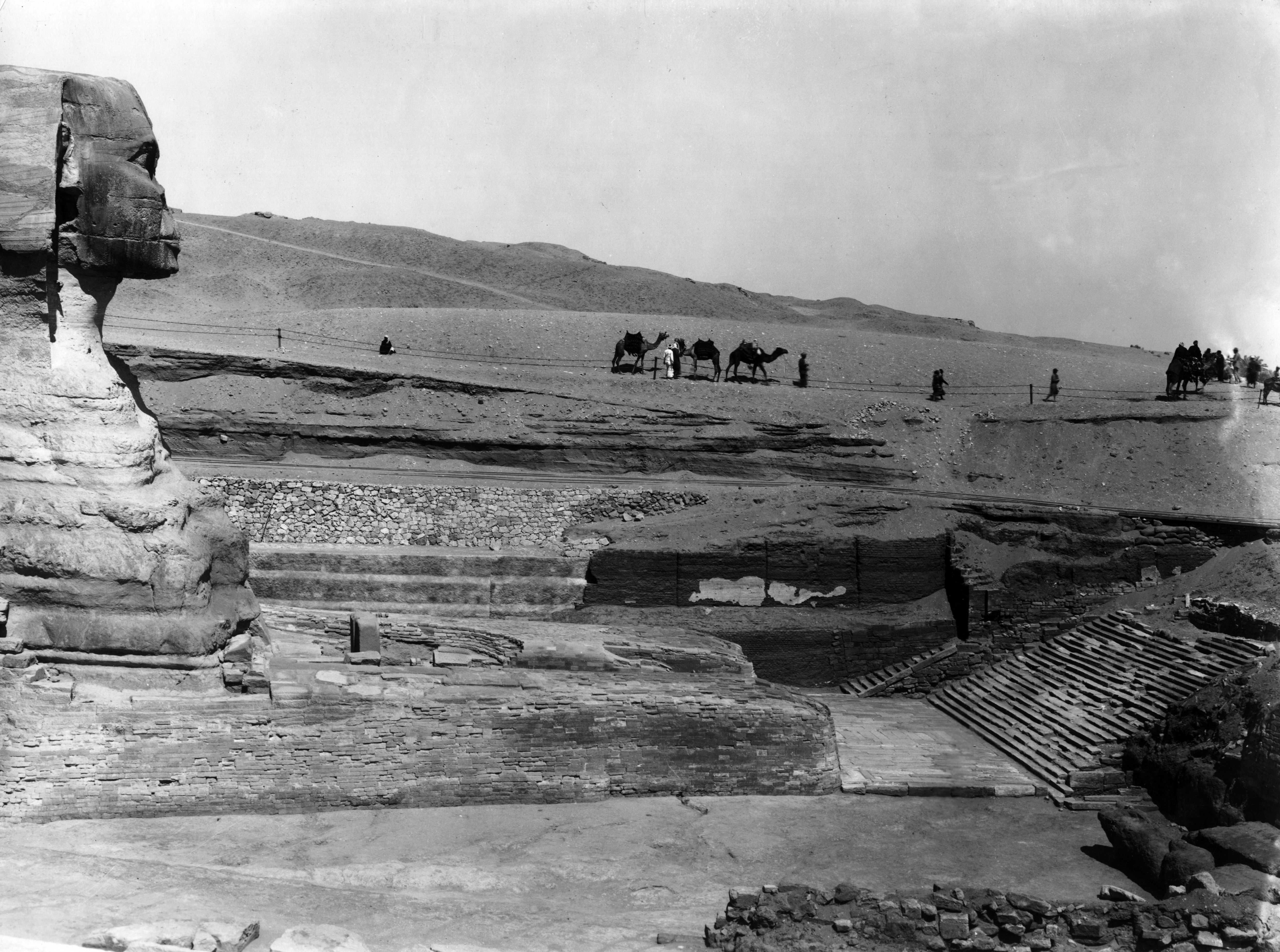
منظر جانبي لأبي الهول مع الدرج الروماني على اليمين، حوالي عام 1930
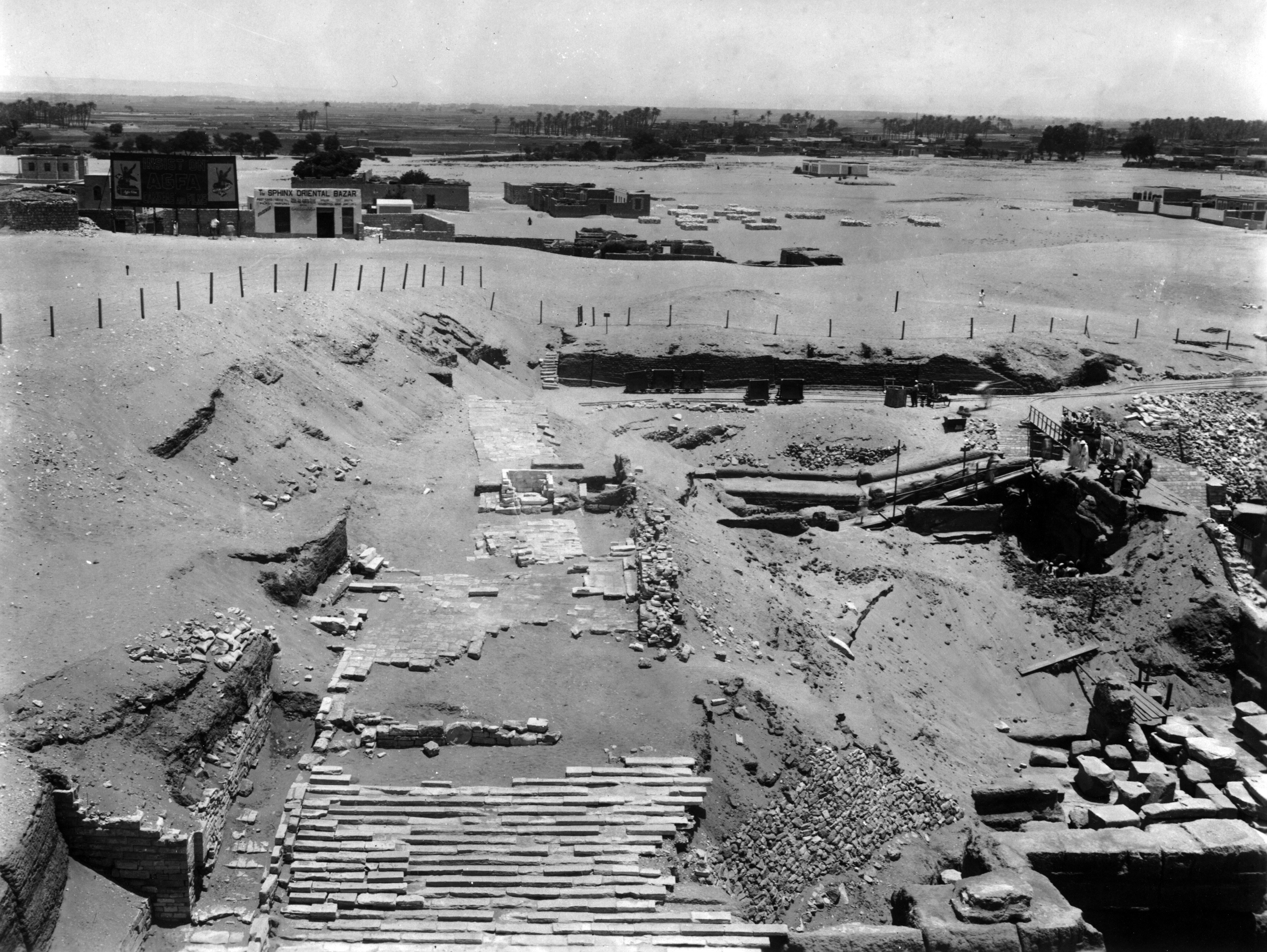
أعلى الدرج الروماني قبل تفكيكه في عامي 1931 و1932
خريطة المنطقة الواقعة شرق أبو الهول بقلم هنري سالت

### الفترة الحديثة المبكرة
وثق الكتاب والعلماء على مر القرون انطباعاتهم وردود أفعالهم عند مشاهدة أبو الهول. كان معظمهم مهتمين بتقديم أوصاف عامة غالبًا ما تجمع بين العلم والرومانسية والغموض. واحدة من الأوصاف الشهيرة التي قدمها جون لوسون ستودارد في القرنين التاسع عشر والعشرين هي:
| أبو الهول | إنها قدم أبو الهول التي تثيرنا عندما ننظر إليه، لأنه في حد ذاته لا يمتلك أي سحر. أمواج الصحراء ارتفعت إلى صدره، كما لو كانت تغلف الوحش في كفن من الذهب. الوجه والرأس تم تشويههما من قبل متعصبين مسلمين. الفم، الذي كانت جمال شفاهه موضع إعجاب، أصبح الآن بلا تعبير. ومع ذلك، يظل أبو الهول مهيبًا في عزلته، محجوبًا بغموض العصور المجهولة، كبقية من آثار مصر القديمة يقف بوقار وصمت في مواجهة الصحراء الرهيبة – رمز الأبدية. هنا يتنازع مع الزمن على إمبراطورية الماضي؛ يظل يحدق إلى المستقبل الذي سيظل بعيدًا عندما نكون نحن، مثل كل من سبقونا ونظروا إلى وجهه، قد عشنا حياتنا القصيرة واختفينا | أبو الهول |

وصف العديد من المراقبين الأوروبيين من القرن السادس عشر إلى القرن التاسع عشر أبو الهول بصفات مختلفة، حيث اعتبره بعضهم امرأة ذات وجه وعنق وصدر أنثوي. من بين هؤلاء كان يوهانس هيلفيريش (1579)، جورج سانديز [الإنجليزية] (1615)، يوهان ميشائيل فانسليب (1677)، بينوا دي مايليه (1735)، وإيليوت واربرتون (1844).
كانت معظم الصور الغربية المبكرة رسومات توضيحية في الكتب المطبوعة، نفذها نقاشون محترفون استنادًا إلى صور سابقة أو رسومات أصلية من المؤلفين، وغالبًا ما ضاعت هذه الرسوم الأصلية مع مرور الوقت. بعد سبع سنوات من زيارة الجيزة، وصف أندريه ثيفيت [الإنجليزية] (في كتابه "كوزموغرافي دو ليفانت"، 1556) أبو الهول بأنه "«رأس تمثال ضخم، أمرت بنحته إيزيس ابنة إناخوس، التي كانت محبوبة لجوبيتر»". أما أثناسيوس كيرشر (الذي لم يزر مصر أبدًا) فقد صور أبو الهول كتمثال روماني في كتابه "برج بابل [الإنجليزية]" (1679). وفي وصف يوهانس هيلفيريش (1579)، كان أبو الهول امرأة ذات وجه نحيل وصدر مستدير وشعر مستعار مستقيم. بينما ذكر جورج سانديز أن أبو الهول كان عاهرة، وفسر بالتازار دي مونكونيس [الإنجليزية] غطاء الرأس كشبكة شعر. في حين وصف فرانسوا دو لا بولاي لو جوز [الإنجليزية] تسريحة شعر أبو الهول بأنها مستديرة يحيط بها طوق ضخم.

أعتمد ريتشارد بوكوك [الإنجليزية]، في وصفه لأبو الهول على رسم كورنيليس دي بروين [الإنجليزية] (1698) مع بعض التعديلات الطفيفة، وكان أقرب إلى الشكل الفعلي لأبو الهول من أي وصف سابق. يذكر أن النسخ المطبوعة من رسومات نوردن [الإنجليزية] لرحلته إلى مصر والنوبة (1755) أظهرت بوضوح أن الأنف كانت مفقودة.

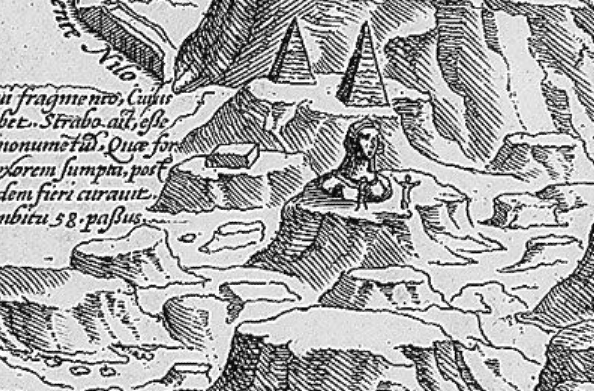
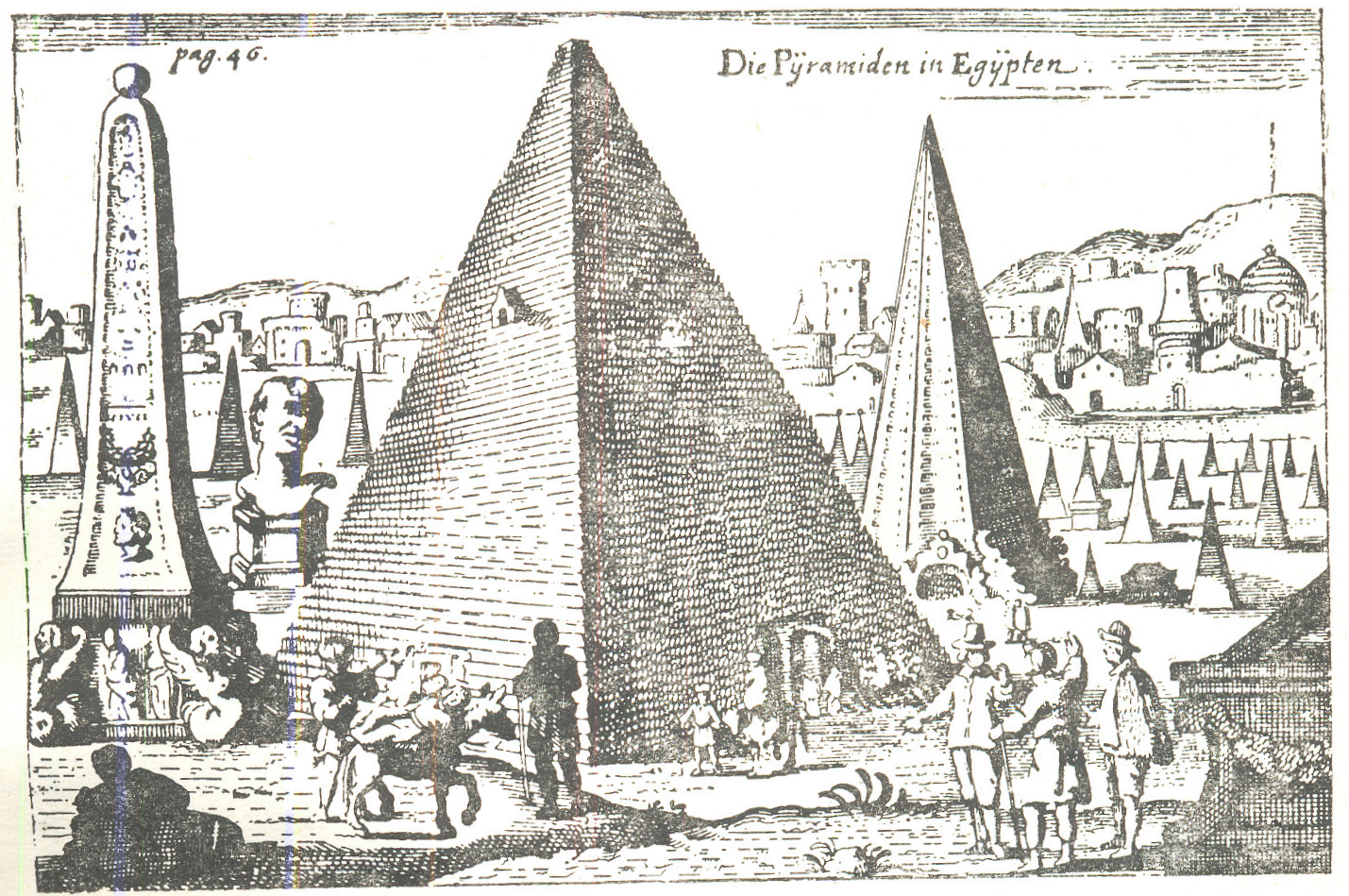
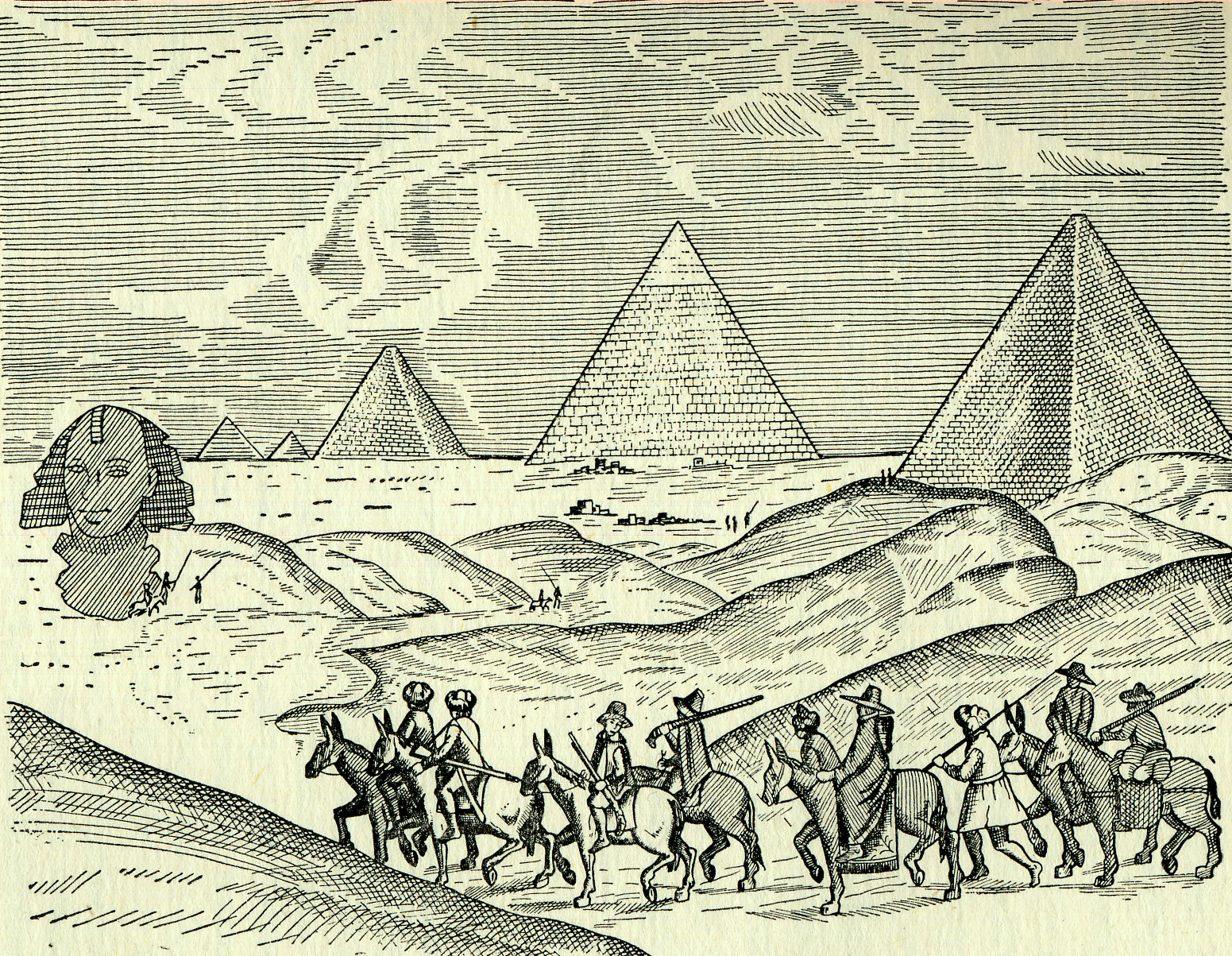
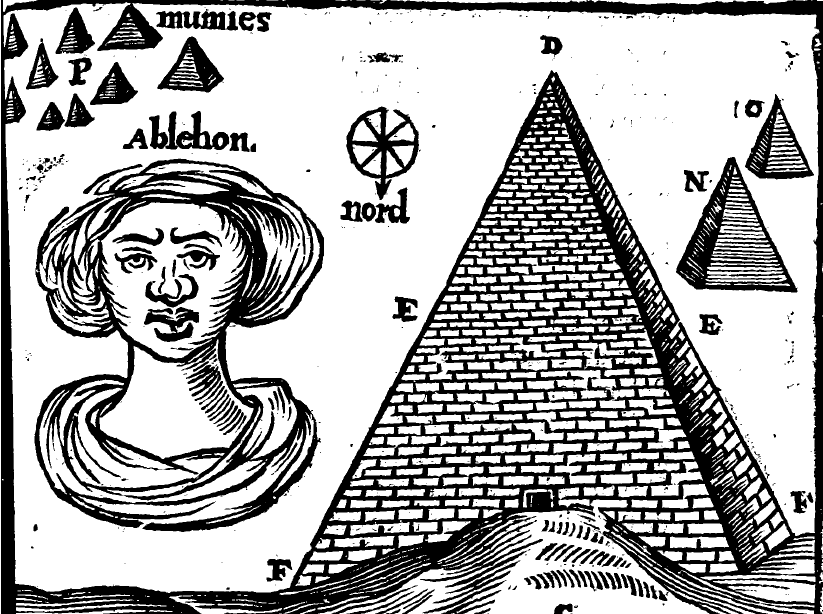
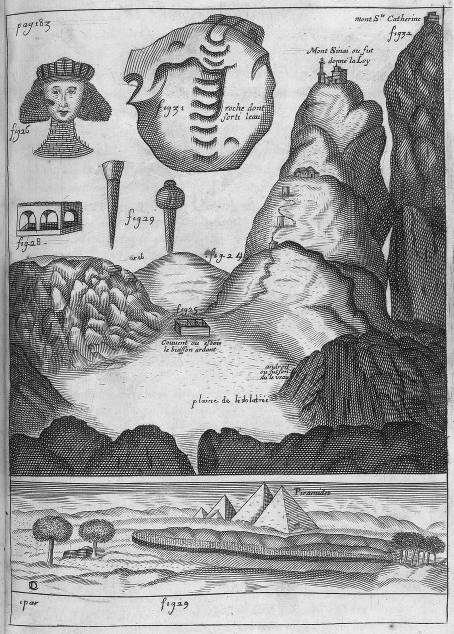
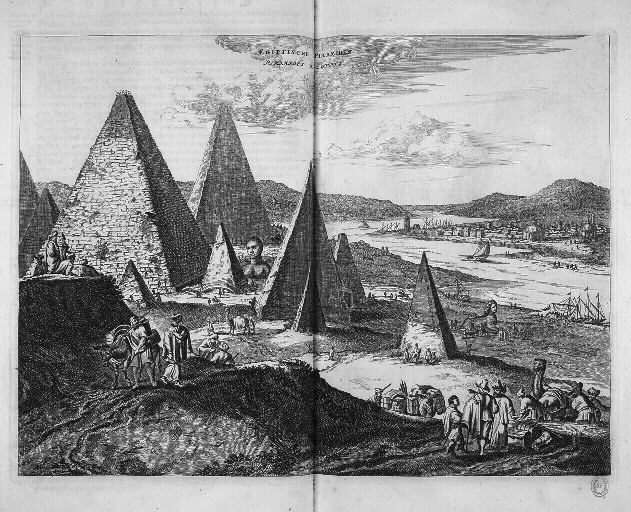
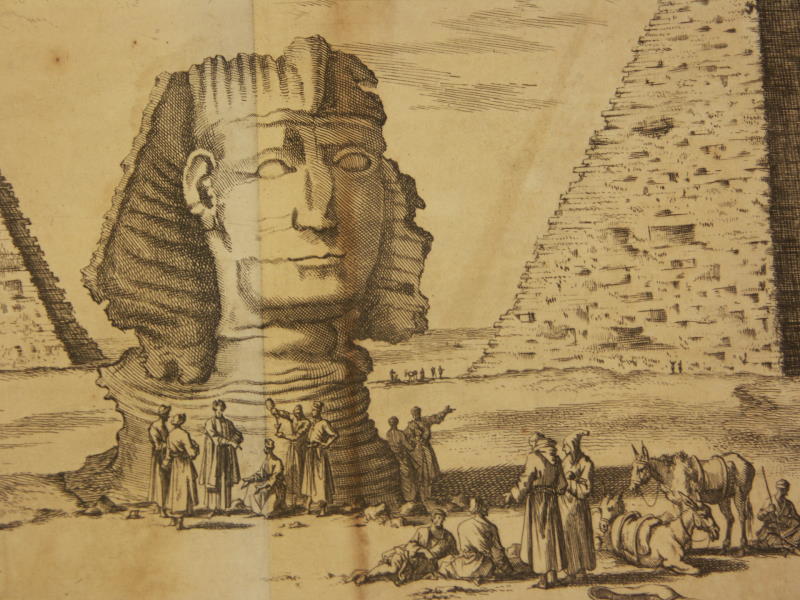
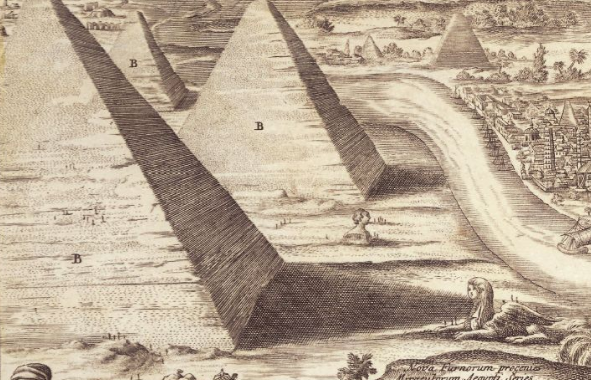
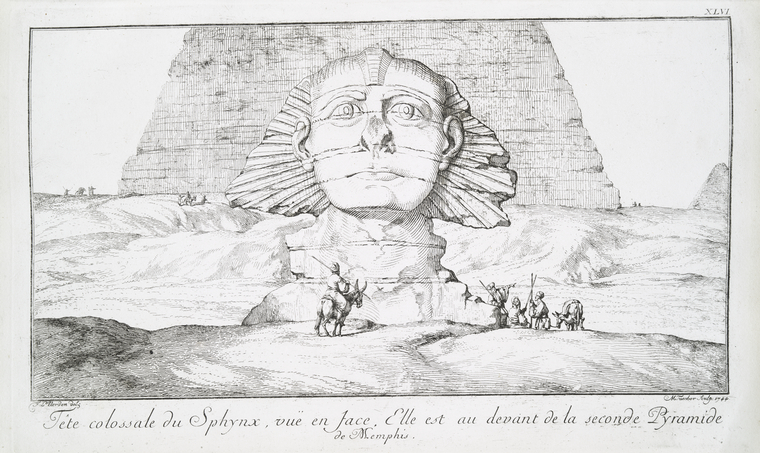

### الحفريات الحديثة
في عام 1817، كشفت أول حفريات أثرية حديثة، أشرف عليها الإيطالي جيوفاني باتيستا كافيجليا [الإنجليزية]، عن صدر أبو الهول بالكامل.
وفي بداية عام 1887، أصبحت أجزاء أخرى من التمثال مثل الصدر والمخالب والمذبح بالإضافة إلى الهضبة مرئية بالكامل. تم اكتشاف سلالم، وأخذت قياسات دقيقة للتمثال العملاق. تبين أن الارتفاع من أدنى الدرجات يصل إلى مائة قدم، وأن المسافة بين المخالب تبلغ خمسة وثلاثين قدمًا في الطول وعشرة أقدام في العرض. كما عثر على مذبح سابق في الموقع، واكتشفت لوحة تحتمس الرابع التي تسجل حلمًا أمر فيه بإزالة الرمال التي كانت قد تراكمت حول موقع أبو الهول في ذلك الوقت.
من بين الأشخاص الذين عملوا على إزالة الرمال من حول أبو الهول العظيم هو يوجين جريبو، المدير الفرنسي لمصلحة الآثار.

### آراء علماء المصريات الأوائل
كان علماء المصريات والمُنقبون الأوائل منقسمين في آرائهم بشأن عمر أبو الهول والمعابد المرتبطة به.

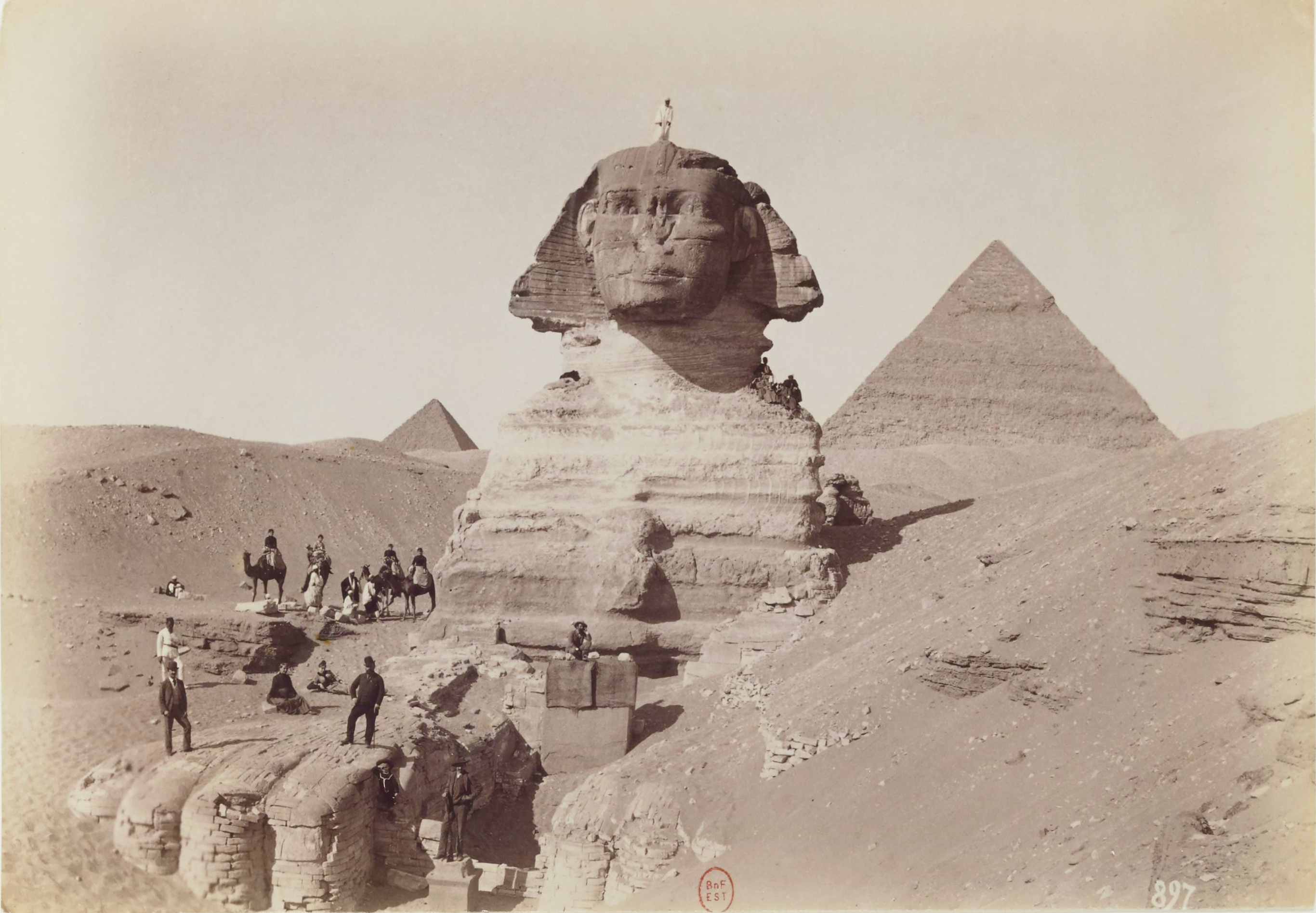
تمثال أبو الهول بعدسة المصور الإيطالي بنيامينو فاكينيلي، حوالي عام 1850 1885

في عام 1857، اكتشف أوجوست مارييت، مؤسس المتحف المصري في القاهرة، لوحة الجرد [الإنجليزية] التي يُقدّر أنها تعود إلى الأسرة السادسة والعشرين (حوالي 664–525 قبل الميلاد)، والتي تروي كيف عثر خوفو على أبو الهول مدفونًا بالفعل تحت الرمال. وعلى الرغم من أن بعض الأجزاء من اللوحة قد تكون صحيحة، إلا أن النص يتناقض مع الأدلة الأثرية، لذا تعتبر بمثابة مراجعة تاريخية متأخرة أو حتى تزويرًا متعمدًا من الكهنة المحليين بهدف إضفاء تاريخ قديم على معبد إيزيس المعاصر، الذي لم يكن يمتلكه في الأصل. كانت مثل هذه المحاولات شائعة في تلك الفترة عندما كانت المعابد والمؤسسات الدينية تتنافس على الاهتمام السياسي والتبرعات المالية.
في عام 1883، كتب فليندرز بيتري عن الجدل حول عمر معبد وادي خفرع وأبو الهول، مشيرًا إلى أن البعض كان يعتقد أن تاريخ معبد الجرانيت أقدم من الأسرة الرابعة، بينما كانت الاكتشافات الحديثة تشير بقوة إلى أنه لم يُبنَ إلا في عهد خفرع في الأسرة الرابعة.
أجرى غاستون ماسبيرو، عالم المصريات الفرنسي والمدير الثاني للمتحف المصري في القاهرة، مسحًا لأبو الهول في عام 1886، واستنتج أنه نظرًا لأن لوحة الحلم تحتوي على خرطوشة خفرع في السطر الثالث عشر، فإن أبو الهول يجب أن يكون أقدم من خفرع وأسلافه. وذهب ماسبيرو إلى القول إن أبو الهول هو "أقدم نصب تذكاري في مصر"، ويُحتمل أن يعود إلى حوالي 2575–2467 قبل الميلاد.
من جهته، أرجع لودفيج بورشاردت أبو الهول إلى عصر المملكة الوسطى، قائلاً إن السمات الخاصة التي تُرى على أبو الهول فريدة من نوعها في الأسرة الثانية عشرة وأن أبو الهول يشبه أمنمحات الثالث.
اتفق واليس بودج على أن أبو الهول أقدم من عهد خفرع، وأشار في كتابه "آلهة المصريين" (1904) قائلًا: "«هذا الشيء الرائع [أبو الهول العظيم] كان موجودًا في أيام خفرع، أو خفرن، ومن المحتمل أنه أقدم بكثير من عهده ويعود إلى نهاية الفترة العتيقة [حوالي 2686 قبل الميلاد]»."
أما سليم حسن، فقد استنتج أن أبو الهول تم تشييده بعد اكتمال مجمع هرم خفرع.

### فرضيات مخالفة حديثة

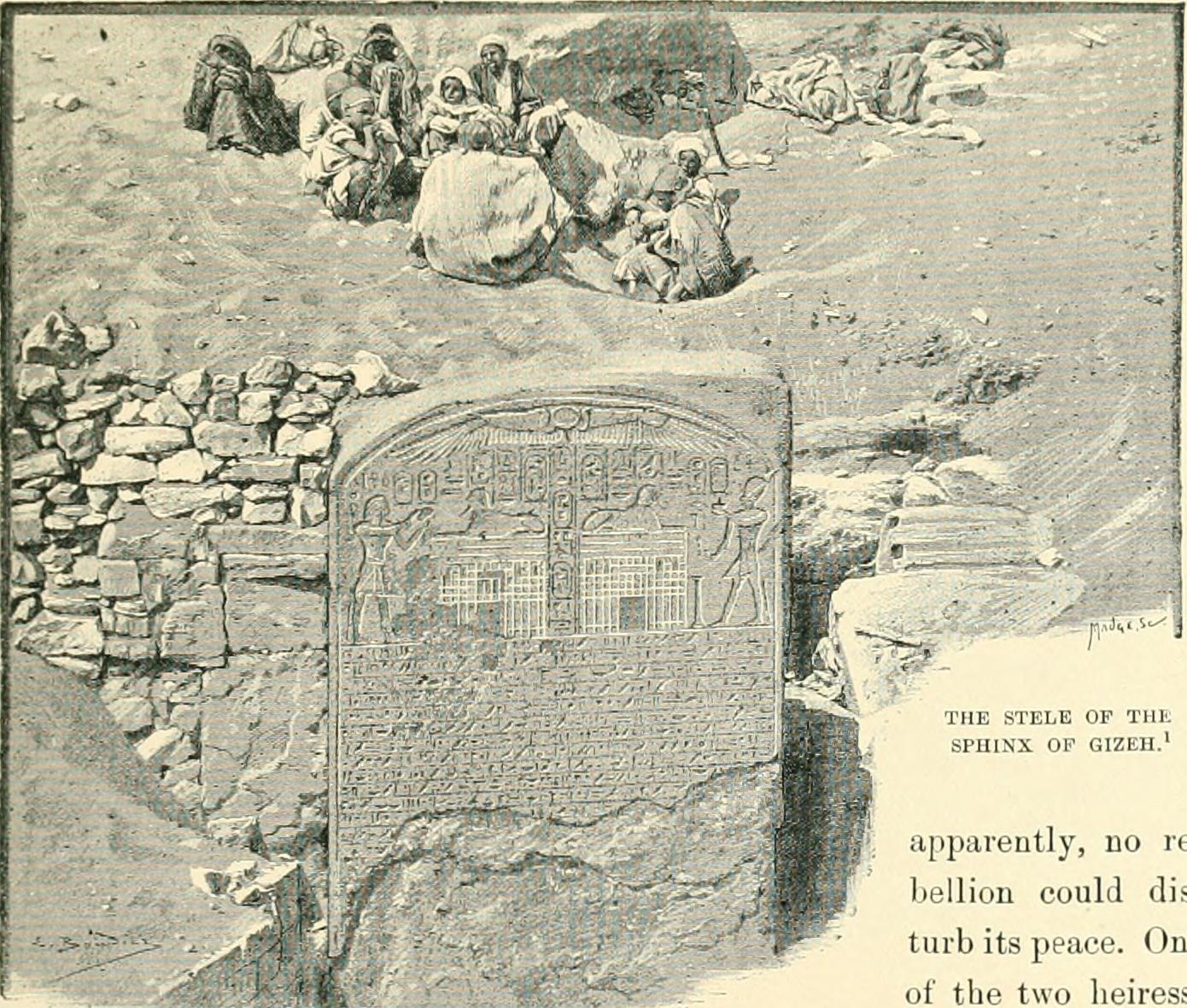
لوحة الحلم على مدخل تمثال أبو الهول.

فحص رينر شتادلمان، المدير السابق للمعهد الأثري الألماني في القاهرة، السمات الأيقونية المميزة لغطاء الرأس (النمس) ولحية أبو الهول التي أصبحت منفصلة، واستنتج أن أن هذه السمات تشير بشكل أكبر إلى الفرعون خوفو (2589–2566 قبل الميلاد)، الذي يُعرف لدى الإغريق باسم خيبس، باني الهرم الأكبر في الجيزة ووالد خفرع. دعم شتادلمان رأيه بالقول إن طريق خفرع بني بحيث يتناسب مع هيكل موجود بالفعل، مما يعني أن هذا الهيكل لا يمكن أن يكون سوى أبو الهول نظرًا لموقعه.
في عام 2004، أعلن فاسيل دوبريف من المعهد الفرنسي للآثار الشرقية في القاهرة أنه اكتشف أدلة جديدة تشير إلى أن أبو الهول العظيم قد يكون من عمل الفرعون المجهول نسبيًا جدف رع (2528–2520 قبل الميلاد)، الأخ غير الشقيق لخفرع وابن خوفو. اقترح دوبريف أن جدف رع بنى أبو الهول على صورة والده خوفو، معتبرًا إياه تجسيدًا للإله الشمس رع من أجل استعادة الاحترام لسلالتهم. وأضاف أن الطريق الذي يربط بين هرم خفرع والمعابد تم بناؤه حول أبو الهول، مما يشير إلى أنه كان موجودًا بالفعل في ذلك الوقت. رد عالم المصريات نايجل سترودويك على دوبريف قائلاً: "«هذا ليس مستبعدًا، لكنني بحاجة إلى مزيد من التوضيح، مثل سبب اعتقاده أن الهرم في أبو رواش هو معبد شمسي، وهو أمر أشك فيه. لم أسمع من قبل أن النقوش في زاوية العريان تشير إلى جدف رع. أنا ما زلت أعتقد بشكل أقوى بالنظرية التقليدية التي تعود إلى خفرع أو الرأي الأحدث الذي يشير إلى خوفو»"
اقترح الجيولوجي كولين ريدر أن جريان المياه من هضبة الجيزة هو المسؤول عن التآكل التفاضلي على جدران منطقة أبو الهول. نظرًا للتغيرات الكبيرة في الخصائص الهيدرولوجية للمنطقة بسبب المحاجر، يعتقد ريدر أن هذا يشير إلى أن أبو الهول قد سبق المحاجر (وبالتالي الأهرامات). ويشير إلى الحجارة الضخمة في جزء من معبد أبو الهول، بالإضافة إلى محاذاة الطريق مع الأهرامات والانقطاع في المحاجر، كدليل على أن الأهرامات أخذت في الاعتبار محاذاة بعض الهياكل القائمة مسبقًا، مثل أبو الهول عند بنائها، وأن معبد أبو الهول تم بناؤه على مرحلتين متميزتين. ويجادل ريدر بأن مثل هذا التآكل قد حدث بسرعة نسبية واقترح أن أبو الهول لم يكن أقدم ببضعة قرون مما تشير إليه الأدلة الأثرية الحالية، مما يشير إلى أنه يعود إلى أواخر عصر ما قبل الأسرات أو بداية عصر الأسرات، عندما كان قدماء المصريين معروفين بالفعل بقدرتهم على البناء المتقن.

### الترميمات الأخيرة
في عام 1931، أصلح مهندسو الحكومة المصرية رأس أبو الهول بعد أن سقط جزء من غطاء الرأس في عام 1926 نتيجة للتآكل، الذي اخترق أيضًا بعمق في عنقه. تم تنفيذ هذا الإصلاح الذي أثار بعض التساؤلات بإضافة طوق خرساني بين غطاء الرأس والعنق، مما أدى إلى تغيير مظهره الأصلي. أجريت العديد من التجديدات على القاعدة الحجرية والجسم الصخري في الثمانينيات، ثم أعيدت هذه الإصلاحات مجددًا في التسعينيات.

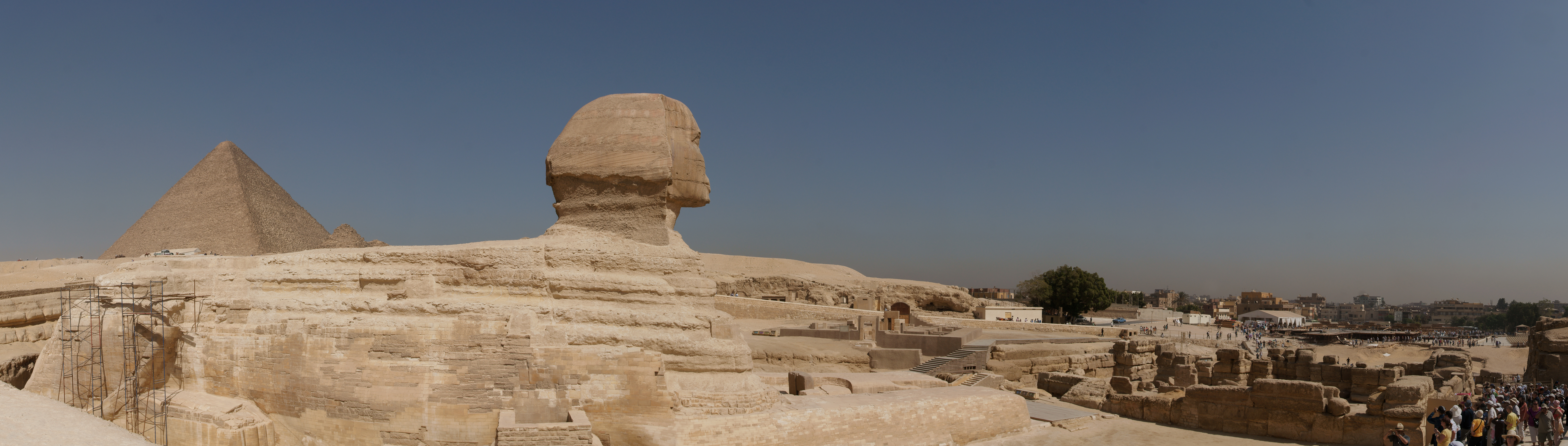
منظر بانورامي لأبو الهول والهرم الأكبر بالجيزة، 2010

## التآكل والدمار

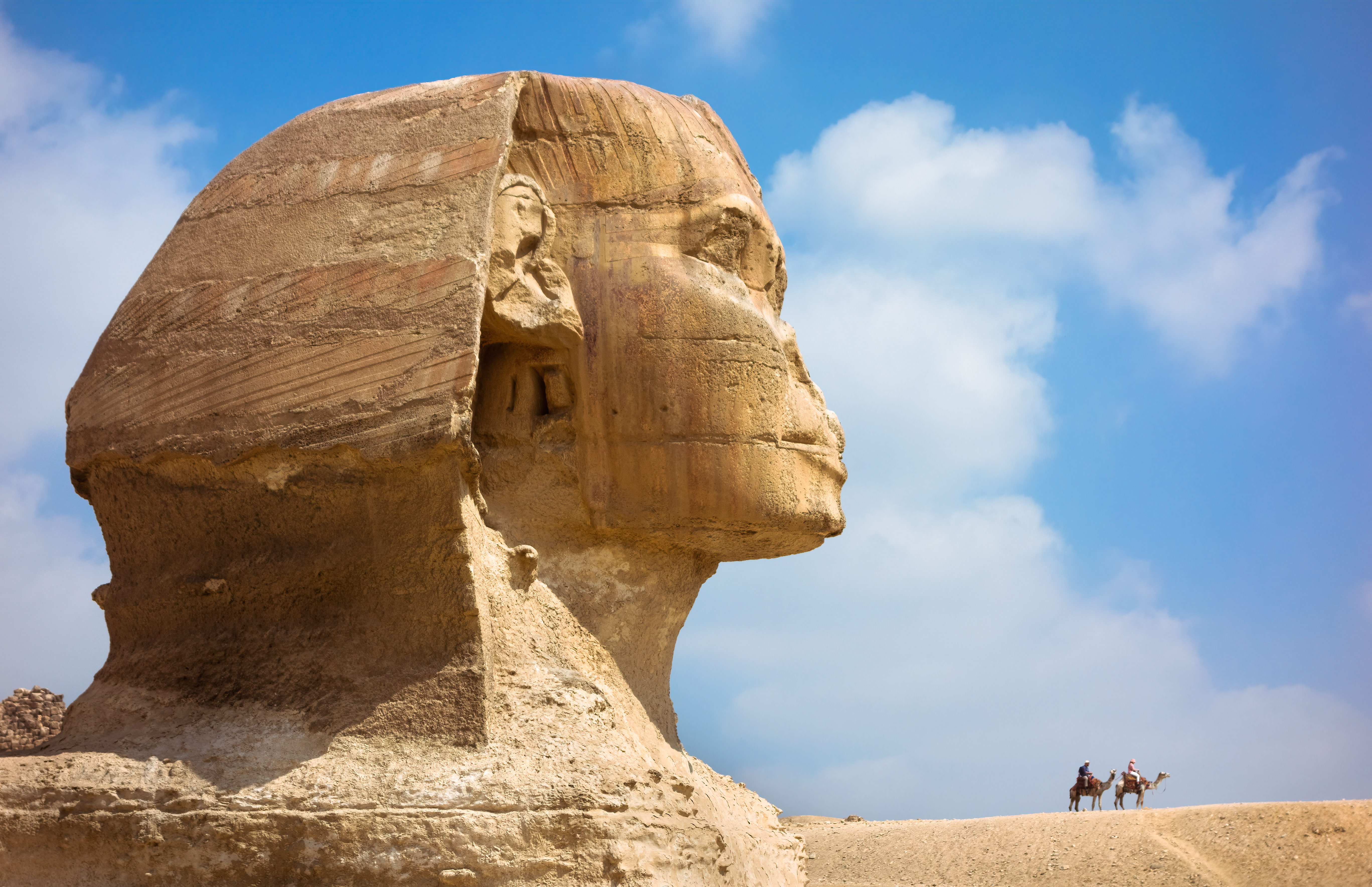
مقطع جانبي لأبو الهول يظهر فيه فقدان الأنف بشكل واضح

يتكون الحجر الجيري النوموليتي في منطقة أبو الهول من طبقات ذات مقاومة متفاوتة للتآكل (الذي يحدث غالبًا بسبب الرياح والرمال المحمولة بالرياح)، مما يؤدي إلى التدهور غير المتكافئ الواضح في جسم أبو الهول. حيث أن الجزء السفلي من الجسم، بما في ذلك الأرجل، مصنوع من صخور صلبة، بينما جسم الحيوان حتى عنقه يتكون من طبقات أكثر ليونة تعرضت لتفكك كبير. أما الطبقة التي نُحت فيها الرأس فهي أكثر صلابة بكثير.
هناك أيضًا عدد من الأعمدة "المغلقة" داخل وتحت جسم أبو الهول، ويُعتقد أنها حُفرت على يد صائدي الكنوز ولصوص المقابر.
الأنف المفقود
يظهر فحص وجه أبو الهول أن قضبانًا طويلة أو إزميلاً دُقّت في منطقة الأنف، واحدة فوق الجسر والأخرى أسفل فتحة الأنف، ثم استُخدمت لإزالة الأنف نحو الجنوب، مما أدى إلى فقدانه، يبلغ عرض الأنف المفقود حتى اليوم مترًا واحدًا. توجد العديد من الحكايات الشعبية التي تفسر تدمير الأنف، تهدف إلى تقديم إجابة عن مكان ذهابه أو ما حدث له. إحدى هذه الحكايات ترجع السبب إلى قذائف المدفعية التي أطلقتها جيوش نابليون بونابرت، لكن هذا غير صحيح، حيث أظهرت رسومات فريدريك لويس نوردن في عام 1737 أن الأنف كان مفقودًا قبل وصول نابليون بستين عامًا.

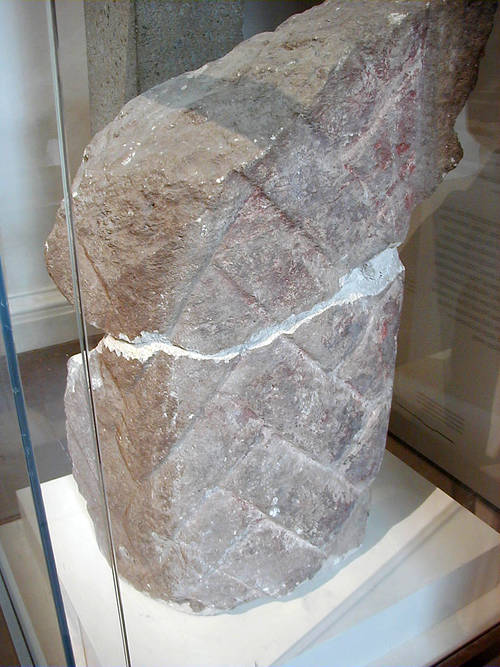
قطعة من الحجر الجيري من لحية أبو الهول في المتحف البريطاني، القرن الرابع عشر قبل الميلاد.

يرجح بعض المؤلفين العرب في القرن العاشر أن تلف الأنف كان نتيجة لهجمات تحطيم الأيقونات. بالإضافة إلى ذلك، ذكر بعضهم أن الضرر كان من عمل المماليك في القرن الرابع عشر. ووفقًا لابن قاضي شهبة، فإن محمد بن صادق بن محمد التبريزي المصري (توفي عام 1384) هو من دنس تماثيل أبو الهول في "قناطر السيبا".
يُعزو المؤرخ العربي المقريزي، الذي كتب في أوائل القرن الخامس عشر، فقدان أنف أبو الهول إلى محمد صائم الضهر، وهو صوفي مسلم، قيل أنه وجد الفلاحين المحليين يقدمون القرابين إلى أبو الهول أملاً في تحسين محاصيلهم، فقام بتشويه وجه التمثال كمحاولته منه لمحاربة عبادة الأيقونات (الأصنام). ووفقًا للمقريزي، اعتقد الكثير من سكان المنطقة أن زيادة الرمال التي غطت هضبة الجيزة كانت عقابًا إلهيًا على هذا العمل التخريبي الذي قام به الضهر. كما أشار عبد السلام المنوفي (1443–1527) إلى أن الحملة الصليبية على الإسكندرية عام 1365 كانت عقابًا إلهيًا على قيام محمد صائم الضهر بكسر أنف أبو الهول.
اللحية
بالإضافة إلى الأنف المفقود، يُعتقد أن تمثال أبو الهول كان يحتوي على لحية (ذقن) فرعونية طقسية، على الرغم من أن هذه اللحية ربما تكون أضيفت بعد تشييد التمثال الأصلي. اقترح عالم المصريات فاسيل دوبريف أنه لو كانت اللحية جزءًا أصليًا من أبو الهول، لكانت تسببت في تلف ذقن التمثال عند سقوطها.
كما عثر على بقايا مرئية من الصبغة الحمراء على أجزاء من وجه أبو الهول، وعثر على آثار للصبغة الصفراء والزرقاء في أماكن أخرى من التمثال، بناءً على ذلك، اقترح عالم المصريات مارك لينر إلى اقتراح أن التمثال كان في يوم من الأيام مُزينًا بألوان زاهية تشبه ألوان الكتب المصورة.

## الثقوب والأنفاق

### ثقب في رأس أبو الهول

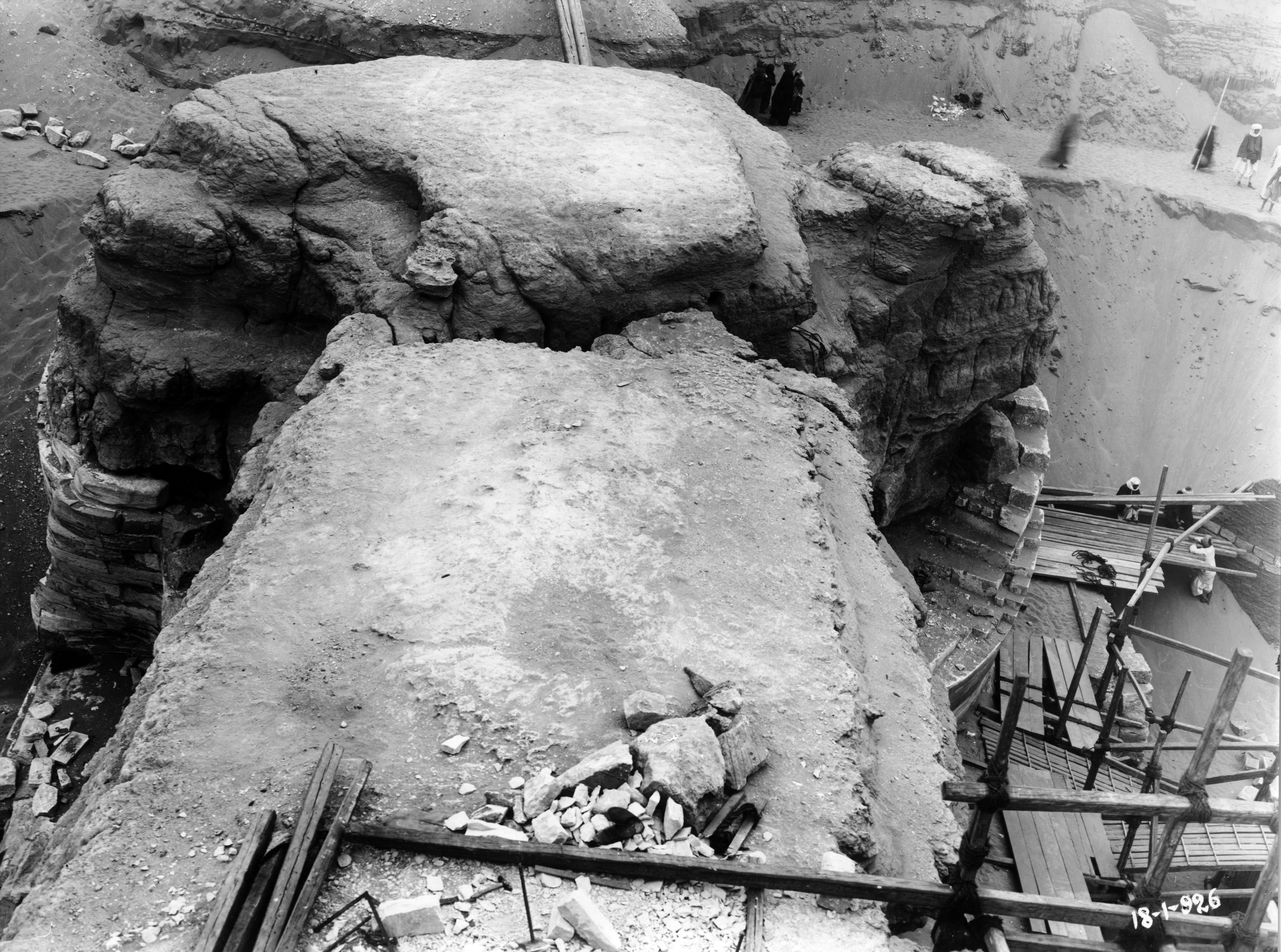
شق كبير يمر عبر خصر أبو الهول، قبل عمليات الترميم الحديثة في عام 1926

وصف يوهان هيلفريش في رحلاته بين عامي 1565 و1566 كيف دخل كاهن إلى رأس أبو الهول، مما جعل صوته يبدو وكأنه صادر من التمثال نفسه.
تظهر لوحات من عصر المملكة الحديثة أبو الهول وهو يرتدي تاجًا، وإذا كان هذا التاج موجودًا بالفعل، فقد يكون هذا الثقب في الرأس قد صُمم لتثبيته. لاحقًا، أغلق إميل باريز [الإنجليزية] هذا الثقب باستخدام غطاء معدني في عام 1926.

### ثقب بيرينغ
في عام 1837، طلب هوارد فايس من جون شاي بيرنج حفر نفق في ظهر أبو الهول خلف الرأس مباشرة. علق الحفارون على عمق 27 قدمًا (8.2 مترًا)، وعندما حاولوا تحرير القضبان باستخدام المتفجرات، تسببوا في أضرار إضافية. في عام 1978، تم تنظيف الثقب والعثور على جزء من غطاء الرأس (النمس الفرعوني) الخاص بأبو الهول بين الأنقاض.

#### الشق الكبير

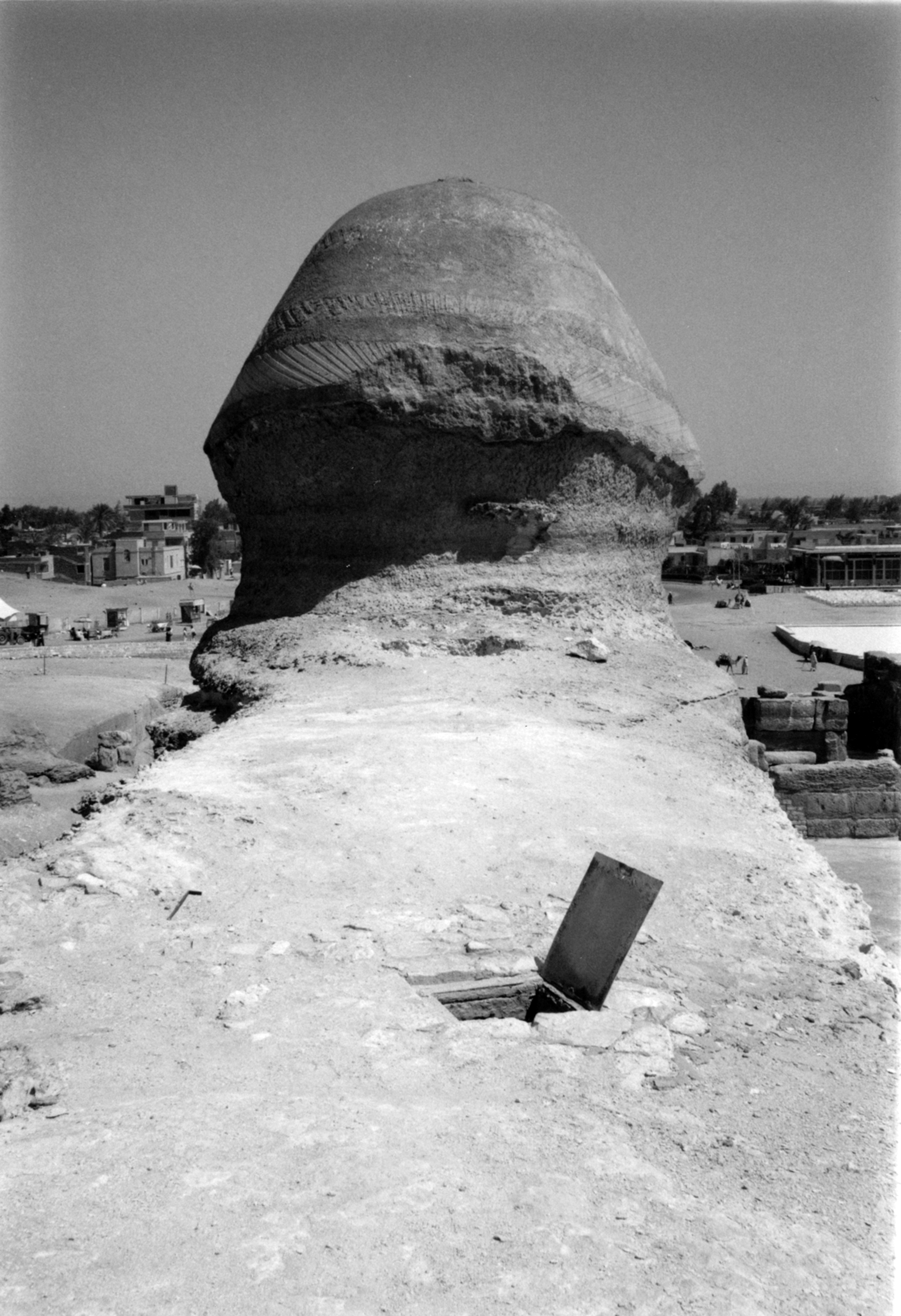
باب سري بعد الترميم يصل إلى الشق الرئيسي.

يقطع شق طبيعي كبير الصخر الأساسي وسط جسم أبو الهول، وقد اكتُشف لأول مرة على يد أوغست مارييت في عام 1853.
يصل عرض الشق عند الجزء العلوي من الظهر إلى مترين (6.6 قدم). في عام 1926، ثبت إميل باريز جوانب الشق باستخدام قضبان حديدية وحجر جيري وإسمنت، وركّب بابًا حديديًا أعلى الشق. بينما يبدو أن جوانب الشق قد سُويت بشكل صناعي، فإن القاع يظل صخرًا أساسيًا غير منتظم، يبرز بحوالي متر واحد (3.3 قدم) عن الأرضية المحيطة، ويستمر في عمق ضيق جدًا.

### الشق الخلفي
في عام 1926، أشرف إميل باريز على إزالة الرمال المحيطة بأبو الهول، مما كشف عن فتحة تؤدي إلى نفق عند مستوى الأرض في الجانب الشمالي من الجزء الخلفي لأبو الهول. تم إغلاق الفتحة لاحقًا بطبقة من البناء ونسي الأمر تقريبًا.
بعد أكثر من خمسين عامًا، تذكر ثلاثة رجال مسنين كانوا يعملون كحاملين للسلاسل خلال عملية التنظيف وجود هذا الممر. مما أدى إلى إعادة فتح النفق وحفره في عام 1980.
يتكون الممر من قسم علوي وقسم سفلي، وهما متعامدان تقريبًا على بعضهما البعض:
- القسم العلوي: يصعد إلى ارتفاع 4 أمتار (13 قدمًا) فوق مستوى الأرض في اتجاه الشمال الغربي. يمتد بين طبقة البناء الخارجية والجسم الصخري الأساسي لأبو الهول وينتهي في تجويف بعرض 1 متر (3.3 قدم) وارتفاع 1.8 متر (5.9 قدم). يتكون سقف التجويف من إسمنت حديث، والذي يُرجح أنه تسرب من الفجوة بين البناء والصخر الأساسي على ارتفاع حوالي 3 أمتار (9.8 قدم) فوقه.

- القسم السفلي: ينحدر بشدة في الصخر الأساسي نحو الشمال الشرقي، لمسافة حوالي 4 أمتار (13 قدمًا) وعمق 5 أمتار (16 قدمًا). ينتهي الممر في حفرة مسدودة عند مستوى المياه الجوفية. يبلغ عرض الممر عند المدخل 1.3 متر (4.3 قدم)، ويضيق إلى حوالي 1.07 متر (3.5 قدم) نحو النهاية. عثر على قطعة من رقائق القصدير وقاعدة جرة ماء خزفية حديثة بين الرمال وشظايا الحجر. كان الجزء السفلي المسدود يحتوي على حشو حديث، بما في ذلك المزيد من رقائق القصدير والإسمنت الحديث وزوج من الأحذية.

يُرجح أن الممر بأكمله حُفر من الأعلى إلى الأسفل، بدءًا من نقطة مرتفعة في الجزء الخلفي لأبو الهول، وأن نقطة الوصول الحالية عند مستوى الأرض تم إنشاؤها في وقت لاحق.
أشار فيس في مذكراته (27 و28 فبراير 1837) إلى أنه كان "يحفر" بالقرب من الذيل، ما يوحي بإمكانية أن يكون هو من بدأ إنشاء هذا النفق، حيث لم تُكتشف أي أنفاق أخرى في الموقع. هناك تفسير آخر وهو أن الممر يعود إلى أصل أقدم، ربما كان نفقًا استكشافيًا أو عمود قبر غير مكتمل.

### تجويف في الجانب الشمالي
تُظهر صورة من عام 1925 رجلاً يقف تحت مستوى الأرض في تجويف داخل الجسم الصخري الأساسي لأبو الهول. تم إغلاق هذا التجويف خلال عمليات الترميم بين عامي 1925 و1926.

### فجوة تحت الصندوق البنائي الكبير في الجنوب

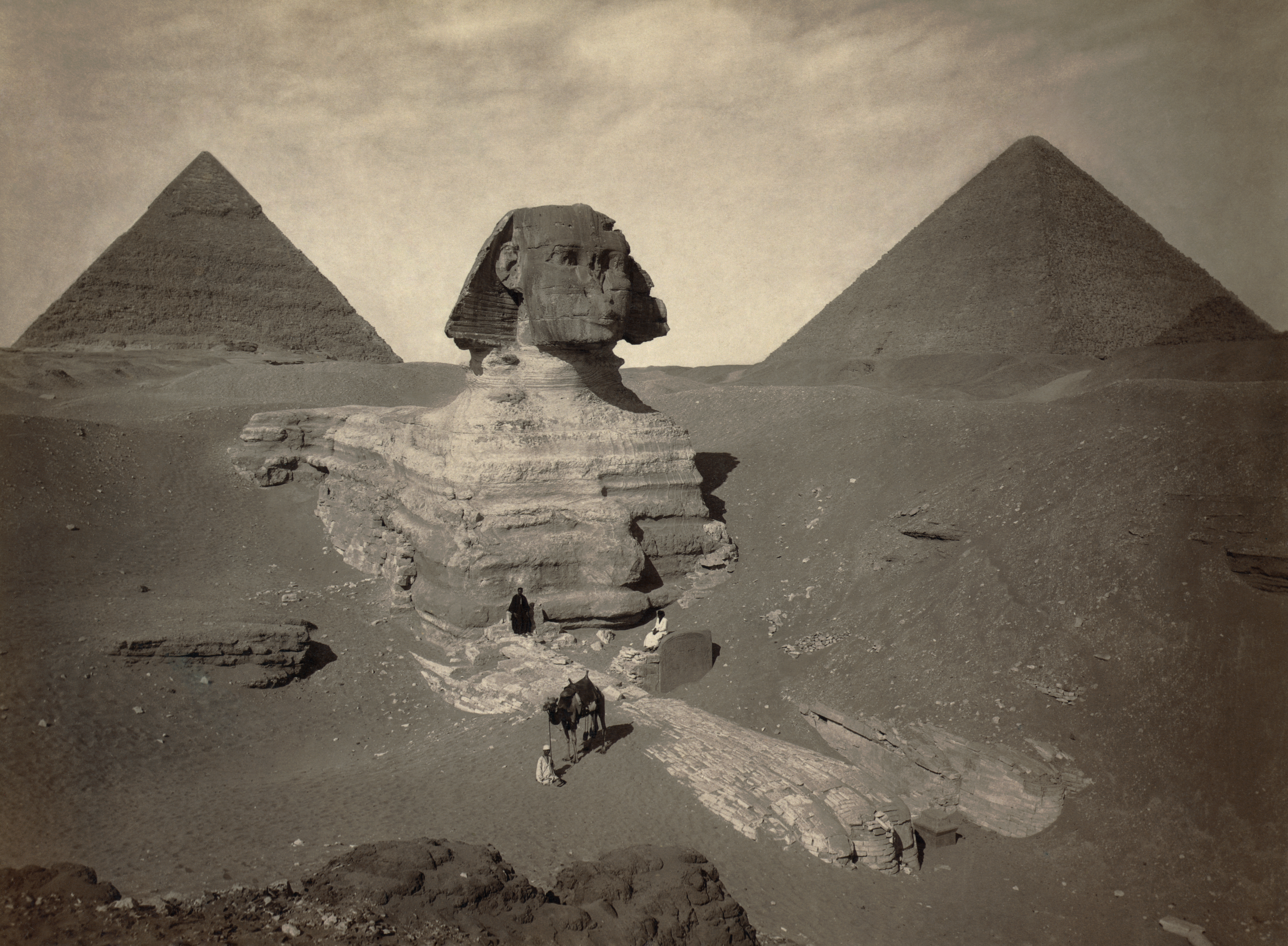
تنقيب جزئي عن تمثال أبو الهول العظيم حوالي عام 1883

يُحتمل وجود فتحة أخرى عند مستوى الأرض أسفل الصندوق البنائي الكبير الواقع على الجانب الجنوبي من أبو الهول.

### المساحة خلف لوحة الحلم
تقع خلف لوحة الحلم، بين كفوف أبو الهول، مساحة مغلقة بسقف إسمنتي وعارضة حديدية. كما تم تزويد هذه المساحة بباب حديدي لحمايتها.

### عمود ثقب المفتاح
في الركن الشمالي الغربي لمنطقة أبو الهول، يقع عمود مربع الشكل بمحاذاة الكف الخلفي الشمالي. جرى تنظيف هذا العمود أثناء حفريات زاهي حواس عام 1978، وهو بعرض 1.42 متر وطول 1.06 متر (4.7 × 3.5 قدم) وعمق يقارب 2 متر (6.6 قدم). أطلق عليه مارك لينر اسم "عمود ثقب المفتاح" نظرًا لوجود قطع على حافته العليا تأخذ شكل الجزء السفلي المقلوب لثقب المفتاح التقليدي من العصر الفيكتوري. يُعتقد أن العمود كان بمثابة قبر غير مكتمل.

## التاريخ الزائف
طُرحت العديد من النظريات لتفسير أصل وهوية أبو الهول، إلا أنها تفتقر إلى الأدلة الكافية أو تتناقض مع الحقائق الأثرية المعروفة، مما يجعلها تصنف ضمن نطاق التاريخ الزائف وعلم الآثار غير الموثوق به.

### رواد الفضاء القدماء-أتلانتس
- اتجاه أبو الهول: يتجه أبو الهول من الغرب إلى الشرق نحو شروق الشمس، وهو ما ينسجم مع الطقوس الشمسية المصرية القديمة. تشير نظرية ارتباط أوريون إلى أن اتجاهه كان مخصصًا لمواجهة كوكبة الأسد خلال الاعتدال الربيعي حوالي عام 10500 قبل الميلاد. ومع ذلك، تُعتبر هذه النظرية من قبل الأكاديميين جزءًا من علم الآثار الزائف، نظرًا لغياب أي دليل نصي أو أثري يدعم هذا الافتراض.[34][35][36][37]
- فرضية تآكل التمثال بفعل المياه: تُفيد فرضية تآكل التمثال بفعل المياه بأن التآكل البارز على أبو الهول والمنطقة المحيطة به نتج عن أمطار غزيرة طويلة الأمد،[38] مما يشير إلى أن أبو الهول قد يكون أقدم من عهد الفرعون خفرع. اقترح هذه الفرضية كل من رينيه شوالر دي لوبيتز [الإنجليزية]، جون أنطوني ويست، والجيولوجي روبرت إم. شوش [الإنجليزية]. لكن التيار العلمي السائد يعتبر هذه النظرية جزءًا من علم الآثار الزائف، إذ تتناقض مع الأدلة الأثرية والمناخية والجيولوجية المتاحة.[39][40][41]
- الغرف السرية تحت أبو الهول: لطالما أثارت فكرة وجود غرف مخفية تحت أبو الهول خيال العديد من الباحثين المؤمنين بالروحانيات مثل هارفي سبنسر لويس. في الثلاثينيات، توقع إدغار كايس أن "قاعة السجلات [الإنجليزية]"، التي يُزعم أنها تحتوي على علوم ومعارف من أتلانتس، ستُكتشف تحت أبو الهول بحلول عام 1998. رغم إثارة هذه التنبؤات الكثير من الجدل في التسعينيات، إلا أن الزخم فقد تأثيره عندما لم يعثر على أي دليل يدعم صحة هذه المزاعم.[42]
- فرضية أن أبو الهول كان تمثالًا لأنوبيس: اقترح روبرت تمبل نظرية مفادها أن أبو الهول كان في الأصل تمثالًا للإله أنوبيس (إله الجنازات)، وأنه أُعيد نحته لاحقًا ليحمل ملامح فرعون من المملكة الوسطى (ربما أمنمحات الثاني). استند تمبل في نظريته إلى بعض التفاصيل مثل أسلوب مكياج العين وطيات غطاء الرأس التي يرى أنها تتوافق مع هذه الفترة.

### الخصائص العرقية
حتى أوائل القرن العشرين، كان يُشار أحيانًا إلى أن وجه أبو الهول يتسم بملامح "زنجية"، وذلك ضمن سياق النظريات العرقية التاريخية التي أصبحت اليوم مهجورة ولا تُعتبر صحيحة علميًا.